# Clunes (Highland)

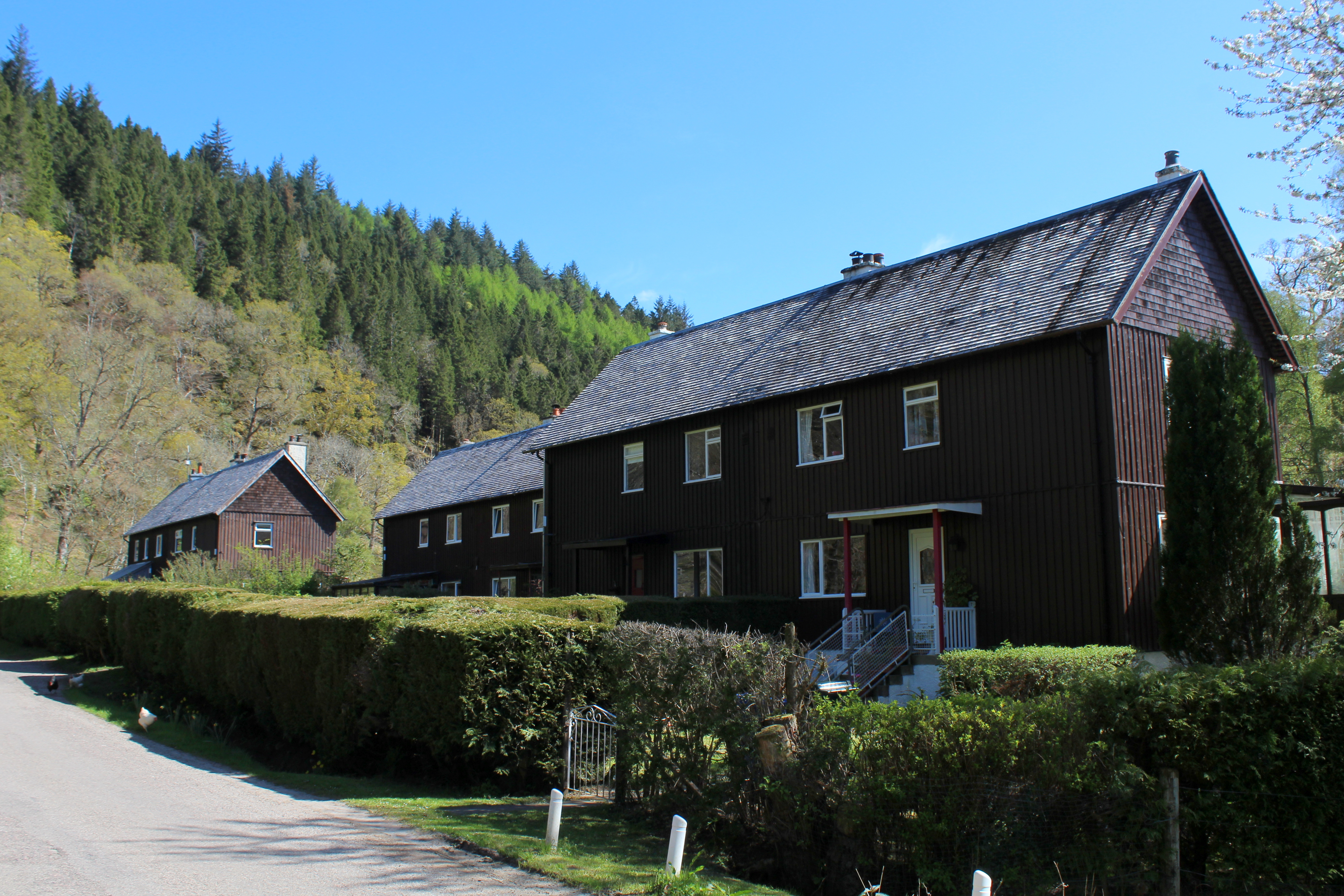
Häuser von Waldarbeitern in Clunes

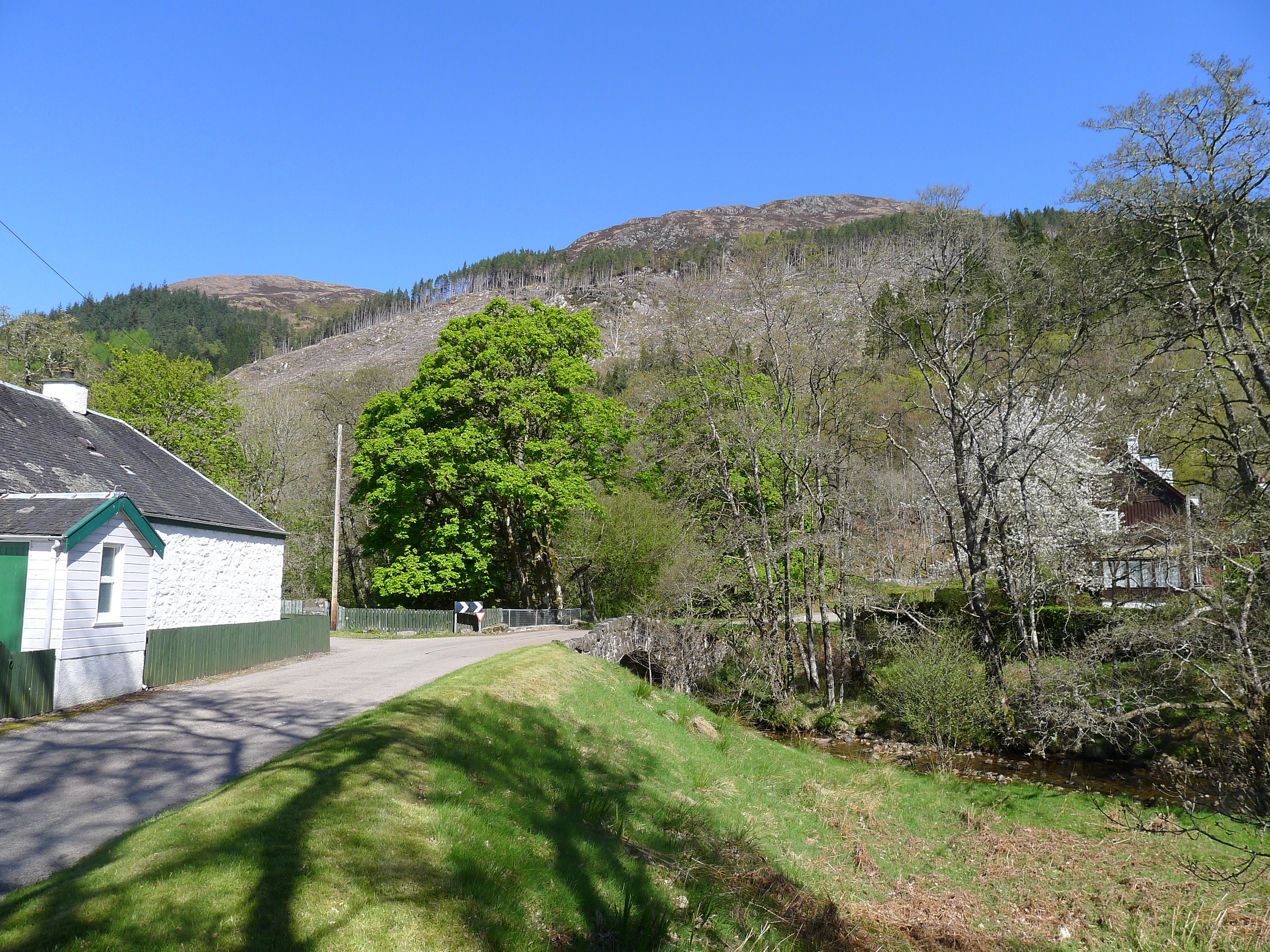
Zufahrt von Süden nach Clunes

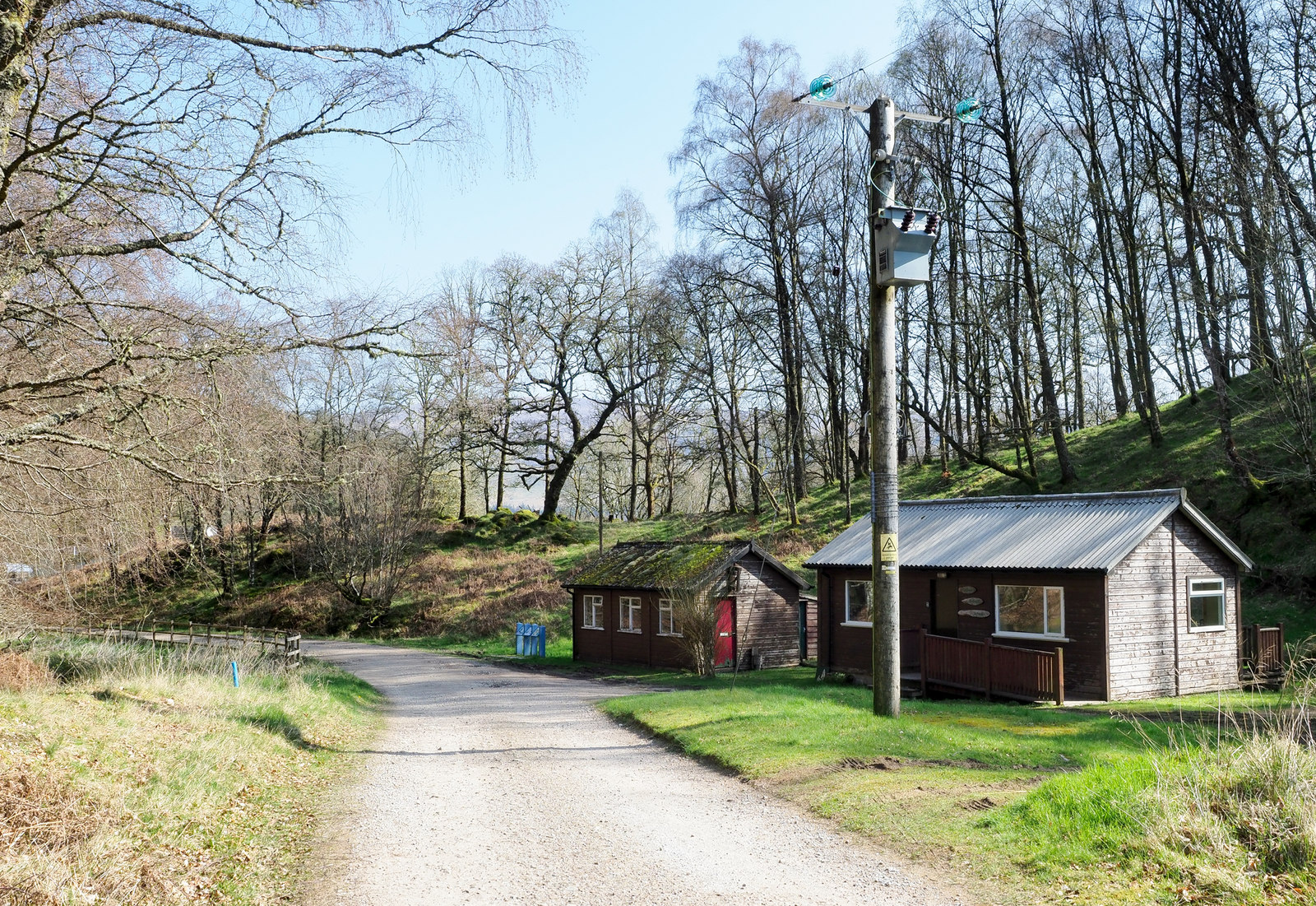
Waldschule in Clunes

Clunes ist eine Ortschaft, die südwestlich von Inverness in der Region Highland im Norden von Schottland liegt. Im Rahmen der historischen Gliederung Schottlands in Civil Parishes zählt es zu Kilmallie, das zu Inverness-shire gehörte.

## Geographie
Clunes liegt am westlichen Ufer des Loch Lochy am Zufluss eines kleinen Baches. Der nur wenige Häuser umfassende Ort ist geprägt durch umgebende Waldungen, deren betreuende Arbeiter dort leben.

## Verkehr
Verkehrstechnisch zu erreichen ist Clunes über die von Gairlochy nach Norden parallel zum Ufer des Sees führende B 8005. In Clunes verlässt sie es und biegt nach Westen in Richtung Achnasaul ab. Ebenfalls durch Clunes führt der Great Glen Way.

## Mit Clunes verbundene Persönlichkeiten
- Charles Kennedy (1959–2015), britischer Politiker, wurde nach seinem Tode in Clunes begraben.